# Lachnum subnudipes
Lachnum subnudipes är en svampart som beskrevs av L.G. Krieglst. & Baral 1986. Lachnum subnudipes ingår i släktet Lachnum och familjen Hyaloscyphaceae.   Inga underarter finns listade i Catalogue of Life.